# Vorgod-Barde
Vorgod-Barde er en by i Vestjylland med 1.023 indbyggere  (2025). Byområdet består af Vorgod og Barde, som er vokset sammen. I 2009, som er det sidste år, hvor de to byer er optalt hver for sig, havde Vorgod 553 indbyggere og Barde 462 indbyggere .
Vorgod-Barde er beliggende 5 kilometer øst for Videbæk og 17 kilometer vest for Herning. Byen ligger i Ringkøbing-Skjern Kommune og er beliggende i Region Midtjylland. Den hører til Vorgod Sogn, og Vorgod Kirke samt Vorgod-Barde Skole ligger i byen.
På Kongevejen 38 i Vorgod finder man Videbæk Egnsmuseum, som har til huse på en gammel slægtsgård med lade, stald og maskinbygninger. Foruden klenodier fra den danske oldtid finder man også forskellige maskiner og genstande fra landbohusholdninger. Der er desuden en samling nisser i alle mulige dukkeudformninger.